# Qualificazioni al campionato mondiale femminile di calcio 2023 - UEFA - Fase a gironi, gruppo H
Il gruppo H delle qualificazioni al campionato mondiale femminile di calcio 2023 è composto da sei squadre: Germania, Portogallo, Serbia, Israele, Turchia e Bulgaria. La composizione dei sette gruppi di qualificazione della sezione UEFA è stata sorteggiata il 30 aprile 2021.

## Formula
Le sei squadre si affrontano in un girone all'italiana con partite di andata e ritorno, per un totale di 10 partite. La squadra prima classificata si qualifica direttamente alla fase finale del torneo, mentre la seconda classificata accede ai play-off qualificazione.
In caso di parità di punti tra due o più squadre di uno stesso gruppo, le posizioni in classifica verranno determinate prendendo in considerazione, nell'ordine, i seguenti criteri:
1. maggiore numero di punti negli scontri diretti tra le squadre interessate (classifica avulsa);
2. migliore differenza reti negli scontri diretti tra le squadre interessate (classifica avulsa);
3. maggiore numero di reti segnate negli scontri diretti tra le squadre interessate (classifica avulsa);
4. maggiore numero di reti segnate in trasferta negli scontri diretti tra le squadre interessate (classifica avulsa), valido solo per il turno di qualificazione a gironi;
5. se, dopo aver applicato i criteri dall'1 al 4, ci sono squadre ancora in parità di punti, i criteri dall'1 al 4 si riapplicano alle sole squadre in questione. Se continua a persistere la parità, si procede con i criteri dal 6 all'11;
6. migliore differenza reti;
7. maggiore numero di reti segnate;
8. maggiore numero di reti segnate in trasferta;
9. maggiore numero di vittorie nel girone;
10. maggiore numero di vittorie in trasferta nel girone;
11. classifica del fair play;
12. posizione nel ranking UEFA in fase di sorteggio.

## Classifica
| Pos | Squadra    | Pt | G  | V | N | P  | GF | GS | DR  |
| --- | ---------- | -- | -- | - | - | -- | -- | -- | --- |
| 1.  | Germania   | 27 | 10 | 9 | 0 | 1  | 47 | 5  | +42 |
| 2.  | Portogallo | 22 | 10 | 7 | 1 | 2  | 26 | 9  | +17 |
| 3.  | Serbia     | 21 | 10 | 7 | 0 | 3  | 26 | 14 | +12 |
| 4.  | Turchia    | 10 | 10 | 3 | 1 | 6  | 9  | 26 | -17 |
| 5.  | Israele    | 9  | 10 | 3 | 0 | 7  | 7  | 25 | -18 |
| 6.  | Bulgaria   | 0  | 10 | 0 | 0 | 10 | 1  | 37 | -36 |

## Risultati
| Arbitro: | Maika Vanderstiche |

|          |           |              |
| Uraz 30’ | Marcatori | 58’ J. Silva |

| Arbitro: | Ivana Projkovska |

|                                                                 |           |  |
| Schüller 21’, 72’ Magull 24’, 33’ Dallmann 67’, 82’ Waßmuth 76’ | Marcatori |  |

| Arbitro: | Maria Marotta |

|  |           |                                                             |
|  | Marcatori | 2’ Encarnação 7’ (rig.) Do. Silva 64’ D. Gomes 84’ C. Costa |

| Arbitro: | Kirsty Dowle |

|                                         |           |            |
| Schüller 49’, 54’, 71’, 77’ Leupolz 79’ | Marcatori | 3’ Matejić |

| Arbitro: | Jurgita Mačikunytė |

|          |           |  |
| Uraz 76’ | Marcatori |  |

| Arbitro: | Tanja Subotič |

|  |           |          |
|  | Marcatori | 18’ Huth |

| Arbitro: | Ewa Augustyn |

|                                 |           |               |
| Borges 28’ Do. Silva 52’ (rig.) | Marcatori | 45+2’ Matejić |

| Arbitro: | Elvira Nurmustafina |

|                                                                         |           |  |
| Brand 20’, 45’ Däbritz 26’ Freigang 43’ Magul 56’ Waßmuth 71’ Rauch 78’ | Marcatori |  |

| Arbitro: | Alina Peşu |

|  |           |                                                                      |
|  | Marcatori | 3’ (aut.) Ivanova 5’, 57’ Di. Silva 71’ D. Gomes 76’ (rig.) C. Costa |

| Arbitro: | Katalin Sipos |

|                                      |           |  |
| Stefanović 28’ Damjanović 54’ (rig.) | Marcatori |  |

| Arbitro: | Vera Opeykina |

|                                           |           |  |
| J. Damnjanović 31’, 59’ N. Damjanović 84’ | Marcatori |  |

| Arbitro: | Jelena Pejković |

|                                   |           |  |
| Mendes 27’, 43’, 54’ D. Gomes 49’ | Marcatori |  |

| Arbitro: | Aleksandra Česen |

|                                                                                 |           |  |
| Tağ 1’ (aut.) Schüller 10’, 11’, 67’ Brand 61’ Freigang 74’ Nüsken 80’ Bühl 87’ | Marcatori |  |

| Arbitro: | Ainara Acevedo |

|                  |           |                                                       |
| I. Naydenova 49’ | Marcatori | 20’ Mijatović 33’ Milivojević 45’, 89’ J. Damnjanović |

| Arbitro: | Justina Lavrenovaite |

|                                               |           |                    |
| Sadıkoğlu 71’ Taşkin 90+3’ Topçu 90+7’ (rig.) | Marcatori | 9’ Hazan 24’ Sofer |

| Arbitro: | Rebecca Welch |

|                   |           |                                   |
| Frohms 34’ (aut.) | Marcatori | 15’ Schüller 23’ Huth 28’ Leupolz |

| Arbitro: | Deborah Anex |

|                           |           |                                                                     |
| Uraz 42’ Topçu 57’ (rig.) | Marcatori | 8’, 72’ Filipović 12’ J. Damnjanović 37’ N. Damjanović 65’ Čanković |

| Arbitro: | Tanja Račić |

|  |           |                        |
|  | Marcatori | 41’ Türkoğlu 88’ Topçu |

| Arbitro: | Ana Maria Alexandra Terteleac |

|                                                        |           |  |
| Damnjanović 5’ Filipović 67’ Ivanović 72’ Krstić 90+2’ | Marcatori |  |

| Arbitro: | Lina Lehtovaara |

|                                 |           |  |
| Oberdorf 40’ Bühl 55’ Rauch 80’ | Marcatori |  |

| Arbitro: | Tess Olofsson |

|                                 |           |                            |
| Poljak 36’ Damnjanović 49’, 69’ | Marcatori | 60’ Schüller 90+2’ Waßmuth |

| Arbitro: | Ewa Augustyn |

|            |           |  |
| Elinav 40’ | Marcatori |  |

| Arbitro: | Ivana Martinčić |

|                                        |           |  |
| Di. Silva 18’ Marques 26’ C. Costa 42’ | Marcatori |  |

| Arbitro: | Martina Molinaro |

|  |           |                            |
|  | Marcatori | 29’ Selimhodzic 32’ Avital |

| Arbitro: | Araksya Saribekyan |

|                        |           |  |
| Avital 54’ Sharabi 73’ | Marcatori |  |

| Arbitro: | Lina Lehtovaara |

|              |           |                            |
| Frajtović 6’ | Marcatori | 40’ Marchão 45+2’ Nazareth |

| Arbitro: | Maria Marotta |

|  |           |                                        |
|  | Marcatori | 57’ (rig.) Rauch 59’ Bühl 77’ Schüller |

| Arbitro: | Jana Adámková |

|                                                      |           |  |
| Encarnação 33’ Nazareth 36’ Tağ 49’ (aut.) Faria 79’ | Marcatori |  |

| Arbitro: | Frida Nielsen |

|  |           |                                |
|  | Marcatori | 34’ (aut.) Rubin 90+4’ Matejić |

| Arbitro: | Elvira Nurmustafina |

|  |           |                                                                             |
|  | Marcatori | 35’, 45+1’, 52’ Schüller 45’, 64’, 87’ Freigang 54’ Lohmann 81’ (rig.) Huth |

## Statistiche

### Classifica marcatrici
15 reti
- Lea Schüller

8 reti
- Jovana Damnjanović

5 reti
- Laura Freigang

3 reti
- Jule Brand
- Klara Bühl
- Svenja Huth (1 rig.)
- Lina Magull
- Felicitas Rauch (1 rig.)
- Tabea Waßmuth
- Carole Costa (1 rig.)
- Diana Gomes
- Carolina Mendes
- Diana Silva
- Nevena Damjanović (1 rig.)
- Nina Matejić
- Tijana Filipović
- Ebru Topçu (2 rig.)
- Yağmur Uraz

2 reti
- Linda Dallmann
- Melanie Leupolz
- Eden Avital
- Telma Encarnação
- Francisca Nazareth
- Dolores Silva (2 rig.)

1 rete
- Ivana Naydenova
- Sara Däbritz
- Sydney Lohmann
- Sjoeke Nüsken
- Lena Oberdorf
- Shira Elinav
- Koral Hazan
- Noa Selimhodzic
- Meytal Sharabi
- Opal Sofer
- Ana Borges
- Andreia Faria
- Joana Marchão
- Vanessa Marques
- Jéssica Silva
- Jelena Čanković
- Anđela Frajtović
- Miljana Ivanović
- Andjela Krstić
- Milica Mijatović
- Vesna Milivojević
- Allegra Poljak
- Dejana Stefanović
- Birgül Sadıkoğlu
- Dilan Yeşim Taşkin
- Ece Türkoğlu

2 autoreti
- Kezban Tağ (1 a favore della Germania e 1 a favore del Portogallo)

1 autorete
- Yanitsa Ivanova (1 a favore del Portogallo)
- Fortuna Rubin (1 a favore della Serbia)
- Merle Frohms (1 a favore del Portogallo)